# Niet-newtoniaans fluïdum
Een niet-newtoniaans fluïdum is een fluïdum waarbij de viscositeit afhankelijk is van de snelheidsgradiënt waarmee het fluïdum wordt vervormd. Het fluïdum zal dus bij het ondervinden van een kracht ofwel meer vloeibaar ofwel meer vast worden. De meest bekende niet-newtoniaanse vloeistoffen zijn ketchup, bloed, tandpasta of maïzena opgelost in water. 
Er bestaan twee soorten niet-newtoniaanse fluïda: afschuifverdikkende of dilatante fluïda en afschuifverdunnende of pseudoplastic fluïda. Bij afschuifverdikkende fluïda zal de schijnbare viscositeit toenemen bij toenemende spanning, bij afschuifverdunnende fluïda zal de schijnbare viscositeit afnemen bij toenemende spanning.